# Chris Wright (Politiker)

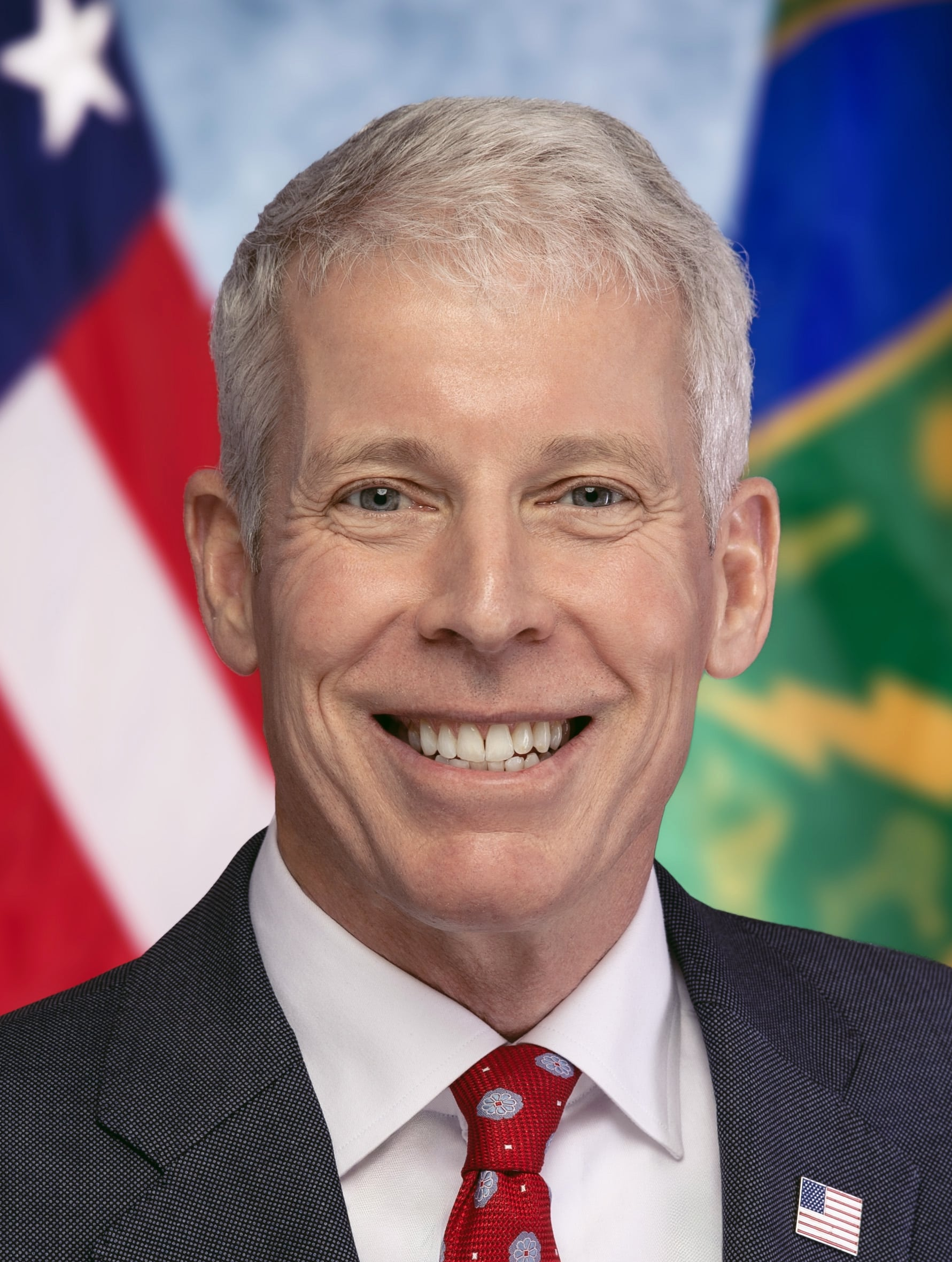
Chris Wright (2025)

Christopher Wright (* 15. Januar 1965) ist ein amerikanischer Unternehmer und Politiker der Republikanischen Partei. Er ist seit dem 4. Februar 2025 Energieminister der Vereinigten Staaten im Kabinett Trump II.

## Leben
Chris Wright erwarb einen Bachelor in Maschinenbau am Massachusetts Institute of Technology (MIT) und absolvierte anschließend ein Masterstudium in Elektrotechnik an der University of California, Berkeley. Seine unternehmerische Vision konzentriert sich auf die Förderung fossiler Brennstoffe als Schlüssel zur wirtschaftlichen Entwicklung und Energiesicherheit der USA.
Vor seiner Zeit bei Liberty Energy war Wright in verschiedenen Führungspositionen in der Energiebranche tätig. 1992 gründete er Pinnacle Technologies, ein Unternehmen, das durch Innovationen im Bereich des Hydraulic Fracturing zur kommerziellen Schiefergasproduktion beitrug. Er fungierte bis 2006 als CEO von Pinnacle. Zudem war er Vorsitzender von Stroud Energy, einem frühen Schiefergasproduzenten, bevor das Unternehmen 2006 verkauft wurde.
2011 gründete Wright Liberty Energy Inc., das zweitgrößte Hydraulic-Fracturing-Unternehmen Nordamerikas, und war seitdem dessen CEO. Er gehört zudem den Vorständen von Oklo Inc., einem Unternehmen für Nukleartechnologie, und EMX Royalty Corp., das auf Lizenzzahlungen für Bergbau- und Mineralrechte spezialisiert ist, an.
2024 spendete Wright  228.390 US-Dollar für Trumps joint fundraising committee.
Im November 2024 wurde er von Donald Trump als Energieminister nominiert. Am 3. Februar 2025 bestätigte der Senat seine Ernennung und er trat sein Amt an. 

## Positionen
2023 erklärte Chris Wright in einem LinkedIn-Beitrag, dass es für ihn „keine Klimakrise“ gebe. Er kritisierte zudem den Begriff „CO2-Belastung“ als irreführend, da er die natürliche Rolle von Kohlendioxid in Umweltprozessen ignoriere. Er ist Gegner von Klimaschutzmaßnahmen, die er für „falsch“ und „alarmistisch“ hält und behauptet, dass die negativen Auswirkungen des Klimawandels „eindeutig von den Vorteilen eines steigenden Energieverbrauchs übertroffen“ würden. Dies widerspricht den Aussagen des Weltklimarates IPCC, der festhält, dass der menschengemachte Klimawandel bereits viele Wetter- und Klimaextreme in allen Regionen der Welt beeinflusst, was zu weitreichenden negativen Auswirkungen und damit verbundenen Verlusten und Schäden für Natur und Menschen geführt hat.
Im März 2025 verwehrte sich Wright gegen die Aussage, dass er Klimaskeptiker sei, weil er die Klimakrise leugne. Er sei vielmehr „Klimarealist“. Die Trump-Regierung sehe den Klimawandel als das an, was er wirklich sei, eine Nebenwirkung beim Schaffen der modernen Welt. Diese gebe es aber bei allem. Er kündigte an, dass die Trump-Regierung „die irrationale, quasireligiöse Politik der Biden-Regierung zum Klimawandel, die unseren Bürgern endlose Opfer auferlegte“ beenden werde. Klimaschutz sei als Heilmittel gefährlicher als der Klimawandel als Krankheit. Die Welt brauche mehr fossile Energien, nicht weniger. Solarenergie, Windenergie und Batterien könnten Gas nicht ersetzen.
Gemäß E&E News (Politico) wurden Wrights Positionen zu Energie und Klima maßgeblich von Björn Lomborg, Roy Spencer, Alex Epstein und John Constable von der Global Warming Policy Foundation beeinflusst.